# Halirrotios
Halirrotios (gr. Ἁλιρρόθιος) – w mitologii greckiej syn Posejdona i nimfy Euryte.
Zginął z ręki boga Aresa, gdy próbował zgwałcić jego córkę Alkippe. Posejdon wezwał wówczas zabójcę syna przed trybunał bogów. Działający w obronie córki Ares został uniewinniony, zaś wzgórze, na którym odbył się sąd, nazwano Areopagiem.
Według innej wersji mitu Halirrotios, rozgniewany na Atenę, kiedy to jej zamiast Posejdonowi przypadło panowanie nad Attyką, usiłował ściąć poświęcone bogini drzewko oliwne. Gdy jednak uniósł topór, ten wyślizgnął mu się z rąk i uciął głowę.